# Choplifter
Choplifter – strzelanka wyprodukowana przez Dana Gorlina i wydana w maju 1982 roku, przez przedsiębiorstwo Brøderbund na Apple II. Gra została przeniesiona także na Atari 5200, ośmiobitowe komputery Atari, ColecoVision, Commodore 64, Commodore VIC-20, MSX, Atari 7800 i Atari XEGS.
W 1985 roku Sega wydała port gry na automaty, który został następnie przeniesiony na konsole domowe Nintendo Entertainment System i Sega Master System.

## Rozgrywka
Gracz kontroluje helikopter, mający za zadanie wziąć na pokład zakładników, którzy są rozmieszczeni na mapie i przetransportować ich z powrotem do punktu startowego, którym jest baza wojskowa. Na planszy pojawiają się przeciwnicy w postaci czołgów i myśliwców, którzy, próbują strącić śmigłowiec i zabić zakładników. Gracz może walczyć z przeciwnikami zrzucając na nich bomby lub strzelając w nich pociskami.
Niektórzy z zakładników są uwięzieni w budynkach, aby ich uwolnić należy najpierw zniszczyć drzwi budynku. Po zniszczeniu drzwi z budynku wychodzi od kilku do kilkunastu zakładników, gracz może zabrać na pokład maksymalnie szesnastu pasażerów, po zebraniu takiej ilości konieczny jest powrót do bazy i wyładunek wszystkich osób.

## Odbiór
Miesiąc po premierze gra sprzedała się w około 9000 egzemplarzach, pojawiając się w liście najlepiej sprzedających się gier w magazynie Computer Gaming World. Magazyn II Computing, an koniec roku 1985 umieścił grę Choplifter na siódmym miejscu najlepszych gier na Apple II.